# Beccariella brevipedicellata
Beccariella brevipedicellata är en tvåhjärtbladig växtart som först beskrevs av Pieter van Royen, och fick sitt nu gällande namn av André Aubréville. Beccariella brevipedicellata ingår i släktet Beccariella och familjen Sapotaceae.
Artens utbredningsområde är Nya Kaledonien. Inga underarter finns listade i Catalogue of Life.